# سیتی ترندس
سیتی ترندس (انگلیسی: Citi Trends) شرکت خرده‌فروشی پوشاک آمریکایی است، که در سال ۱۹۵۸ تأسیس شد.